# Traffic Giant
Traffic Giant is een in 2001 uitgekomen tycoonspel van JoWooD, waarin de speler een eigen openbaarvervoernetwerk op moet zetten. De speler genereert hierdoor inkomsten waarmee het net verder uitgebreid kan worden. De speler moet proberen doelen te bereiken zoals het terugdringen van het verkeer en het vergroten van de inkomsten.

## Gameplay
De speler kan kiezen om campagnes te spelen met verscheidene doelen of gebruik te maken van de sandbox. Telkens begint men met een bepaalde hoeveelheid geld waarmee de eerste lijnen kunnen worden aangelegd en de eerste voertuigen kunnen worden aangekocht. Vervolgens moet men via de inkomsten van kaartjes, de prijs is hier aanpasbaar, de financiële situatie van je bedrijf in de gaten houden. Naarmate het spel vordert zullen er nieuwe en betere voertuigen beschikbaar komen om te kopen. Het spel kan in principe oneindig lang duren, al zal de stad na een tijdje volgebouwd zijn met lijnen.

## Voertuigen
Er zijn verschillende voertuig soorten beschikbaar in het spel. Er zijn o.a. bussen en trams beschikbaar vanaf het begin van het spel en naarmate het spel volgt zullen er ook treinen, hangende monorails en maglevs beschikbaar worden. Ook zullen er betere voertuigen beschikbaar worden uit de bestaande soorten. Al deze voertuigen hebben een specifieke snelheid, capaciteit, aandrijfbrandstof en onderhoudskosten. 

### Bussen
Bussen hebben een beperkte capaciteit en zijn bedoeld voor minder drukke lijnen en voor in het begin van het spel je netwerk op te bouwen. De eerste bussen die beschikbaar zijn om te kopen zijn duur in onderhoud en hebben een lage capaciteit. De capaciteit en onderhoudskosten zullen in de volgende generaties bussen die beschikbaar worden verbeteren. Uiteindelijk zullen bussen beschikbaar worden die op elektriciteit rijden.

### Trams
Trams hebben een hogere capaciteit dan bussen en kunnen gebruikt worden voor de drukkere lijnen. Voor de trams moeten rails aangelegd worden, deze kunnen alleen op de straten aangelegd worden. Deze vorm is ook beschikbaar vanaf het begin van het spel, maar is dan nog te duur om in te investeren. Ook zullen naarmate de tijd vooruit gaat betere trams beschikbaar worden die een grotere capaciteit en lagere onderhoudskosten hebben.

### Treinen
Treinen krijgt de speler pas later in het spel. De treinen hebben meer het karakter van sneltrams of de S-Bahn in Duitstalige landen. Er moeten aparte spoorlijnen aangelegd worden. Zij moeten aangelegd worden op vrijliggende stukken land, of er moeten gebouwen gesloopt worden. De treinen hebben een hoge capaciteit en zijn sneller dan bussen en trams.

### Hangende Monorails
Hangende monorails krijgt de speler ook pas later in het spel. Ze hebben nog een grotere snelheid dan de treinen en kunnen over alle wegen vliegen.

### Maglevs
Maglevs is de laatste soort vervoer dat beschikbaar wordt voor de speler. Ze zijn supersnel en hebben een grote capaciteit, maar ze zijn ook ontzettend duur. Net als de hangende monorail vliegen ze boven de rijbanen.